# Macleania nervosa
Macleania nervosa är en ljungväxtart som beskrevs av A. C. Smith. Macleania nervosa ingår i släktet Macleania och familjen ljungväxter. Inga underarter finns listade i Catalogue of Life.